# Districte de Kukës
Kukës és un dels 36 districtes que formen Albània. La seva capital és Kukës.
Està situat al nord-est del país i té una població de 64.000 habitants (2004) i una extensió de 956 km².
Aquest districte marca els límits que separen Albània de Kosovo. Degut a aquesta proximitat, molts ciutadans procedents de Kosovo s'hi troben refugiats.